# U-69
L'U-69 fu il primo sommergibile tipo VIIC a servire nella Marina militare tedesca durante la seconda guerra mondiale. Questo significò che, rispetto agli U-Boot precedenti, poteva viaggiare più a lungo, armato con undici siluri, un cannone di coperta da 88 mm 8,8 cm SK C/35 per i bersagli più piccoli e una mitragliatrice antiaerea per difendersi da attacchi provenienti dal cielo. L'U-69 affondò oltre 69 000 tonnellate di naviglio alleato durante una carriera che durò due anni, facendo di se stesso uno degli U-Boot in servizio continuo che sopravvissero più a lungo.
L'U-69 fu costruito nei cantieri Germaniawerft di Kiel nel 1940, venendo completato nel novembre dello stesso anno. Dopo il viaggio inaugurale nel mar Baltico (che servì per addestrare l'equipaggio al nuovo mezzo e per riparare difetti minori), l'U-69 fu inviato nell'oceano Atlantico nel febbraio 1941, ottenendo immediatamente successo.

## Storia

### Prime pattuglie
L'U-69 affondò tre mercantili durante la sua prima pattuglia: il 17 febbraio 1941 silurò la MV Siamese Prince mentre il 19 fu la volta della SS Empire Blanda. Entrambe le azioni si svolsero nelle acque circostanti le isole Fær Øer, causando in totale la morte di 87 marinai, tutti quelli presenti a bordo delle due navi. Cinque giorni più tardi, il 24 febbraio, l'U-69 affondò la SS Temple Moat, che andò a picco con tutti i 42 uomini dell'equipaggio.
La seconda pattuglia dell'U-69 si svolse al largo dell'Africa occidentale, durante la quale l'U-Boot ebbe modo di posare 16 mine al largo di Lagos e di Sekondi-Takoradi, provocando l'affondamento di un vapore britannico e sfruttando la mancanza da parte degli Alleati nell'organizzare un sistema di convogli anche nei mari africani. In totale, durante la sua seconda pattuglia l'U-69 affondò nove navi, fra le quali la SS Robin Moor, battente bandiera statunitense e intercettata al largo del porto britannico di Freetown in Sierra Leone. Alla nave fu concessa mezz'ora di tempo per evacuare equipaggio e passeggeri, che si allontanarono a bordo delle scialuppe di salvataggio. Dopodiché, l'U-69 la bersagliò con siluri e cannonate finché non colò a picco. I superstiti rimasero alla deriva, nelle scialuppe, per diciotto giorni.
L'affondamento della Robin Moor provocò una forte reazione negli Stati Uniti, nazione in quel momento neutrale: il presidente Roosevelt chiamò la Germania «un fuorilegge internazionale» e ordinò la chiusura di tutte le sedi consolari tedesche e italiane sul suolo americano a eccezione delle ambasciate. Inoltre, dopo questo episodio poche compagnie navali statunitensi continuavano a sentirsi in sicurezza. Il settimanale Time scrisse a proposito nel giugno 1941: «Se questi affondamenti continuano, le navi statunitensi dirette in aree lontane dal fronte della guerra saranno in pericolo. Quindi gli Stati Uniti sarebbero costretti a richiamare le proprie imbarcazioni dall'oceano o a imporre il proprio diritto alla libera navigazione». Nell'ottobre 1941, durante il processo per il caso di spionaggio denominato Duquesne Spy Ring, il governo federale accusò Leo Waalen di aver trasmesso via radio in Germania la data di partenza della SS Robin Moor, cinque giorni prima dell'ultimo e fatale viaggio della nave. Waalen fu dichiarato colpevole e condannato a dodici anni di reclusione per spionaggio e ad altri due anni per la violazione del Foreign Agents Registration Act, una legge promulgata nel 1938 che prescriveva l'auto-identificazione degli agenti stranieri come tali.

### Pattuglie successive
Ci volle quasi un anno prima che l'U-69 riuscisse ad aggiungere un altro simbolo sulla propria torretta, cioè prima che riuscisse ad affondare un'altra nave. Questo fu causato sia dal fatto che durante la seconda metà del 1941 gli alleati aumentarono la sicurezza dei convogli e sia da un periodo di sfortuna dello stesso U-69, che per varie ragioni fu costretto a tornare alla base molto presto, a causa di guasti meccanici o di malattie fra l'equipaggio. Addirittura, durante la quarta pattuglia, il battello tornò anzitempo alla base sommergibili di Saint-Nazaire perché il comandante Metzler soffriva di coliche renali. Fu solo nel maggio 1942, dopo cinque pattuglie infruttuose, che l'U-69 aggiunse il sospirato simbolo, quando cannoneggiò e affondò il piccolo vascello James E. Newson al largo degli Stati Uniti. Questo sembrò terminare la sfortuna del sommergibile, che riuscì a distruggere altre tre navi lo stesso mese, approfittando dell'operazione Paukenschlag.
Nel giugno 1942, il comandante Ulrich Gräf riportò di aver affondato una grande nave nei pressi della costa del Suriname, durante il passaggio dell'U-69 nel mar dei Caraibi. Tuttavia, nel dopoguerra non si è riusciti ad identificare la presunta imbarcazione e si tende ad imputare questa incongruenza ad un errore da parte del comandante Gräf.

### Affondamento dellaCaribou
Alle 3:25 del mattino del 14 ottobre 1942, l'U-69 del comandante Gräf affondò il traghetto civile SS Caribou, nello stretto di Caboto. Il sommergibile era da qualche tempo in quella zona, e solo il giorno prima aveva distrutto la SS Carolus, provocando la morte di undici marinai. La Caribou fu avvistata nel primo mattino nonostante avesse spento tutte le luci, principalmente perché produceva molto fumo che si stagliava, fosforescente, contro il cielo. Gräf, approfittando dell'assenza di navi militari di scorta, si era appostato con cura prima di lanciare un siluro.
La Caribou era salpata poche ore prima da North Sydney, in Nuova Scozia ed era diretta a Port aux Basques, sull'isola di Terranova, il porto in cui era solitamente ormeggiata. Le autorità militari locali avevano insistito perché il traghetto spegnesse le sue luci, per rendere più difficile l'avvistamento da parte di un eventuale nemico; tuttavia, se le luci fossero state accese, molto probabilmente l'U-69 l'avrebbe riconosciuta come nave civile e non avrebbe attaccato. La controversia, che imperversò nel Canada nelle settimane seguenti, era ancor di più complicata dal fatto che a bordo della Caribou vi erano almeno 57 militari britannici, canadesi e statunitensi, fatto che praticamente la legittimava come bersaglio militare a tutti gli effetti.
Oggetto di critiche sulla stampa canadese fu anche l'operato dell HMCS Grandmère, un dragamine che scortava la Caribou (in qualche modo rafforzando l'apparenza militare della stessa). Subito dopo l'esplosione, il Grandmère, al comando del tenente Cuthbert, attaccò il sommergibile tedesco prima tentando di speronarlo e poi sganciando al suo indirizzo sei cariche di profondità; queste attività tennero impegnato il dragamine per circa due ore, prima che il Grandmère invertisse la rotta e si dirigesse al soccorso dei supertiti della Caribou molti dei quali erano ormai morti a causa dell'esposizione alle fredde acque dell'Atlantico. Il tenente Cuthbert non ricevette tuttavia alcuna sanzione per il suo operato: come fu reso noto in un dispaccio pubblicato qualche giorno dal Flag Officer of the Newfoundland Force, commodoro H. E. Reid, il Grandmère si attenne alle vigenti procedure operative che imponevano di non fermarsi a raccogliere i superstiti di un'unità silurata, onde non esporsi a propria volta agli attacchi del sommergibile nemico.
I superstiti furono portati a Sydney, in Nuova Scozia, mentre navi provenienti dall'isola di Terranova raccoglievano i cadaveri galleggianti. In tutto, il conteggio delle vittime recuperate dalle fredde acque dell'Atlantico, che in quel momento misuravano solo 12 °C di temperatura, ammontò a 137 morti: 57 militari, 31 membri della marina mercantile e 49 civili, incluse molte donne.
La Caribou fu l'ultima nave affondata dall'U-69, che dopo una pattuglia infruttuosa durante l'inverno incontrò la sua fine nel febbraio 1943.

### Affondamento del'U-69
Il 17 febbraio 1943, mentre operava nel "branco di lupi" Haudegen, l'U-69 fu coinvolto in un attacco al convoglio ONS 165 nel mezzo dell'Atlantico settentrionale. Identificato con i rivelatori HF/DF, l''U-69 fu bombardato con cariche di profondità, gravemente danneggiato e costretto a emergere. A questo punto, il cacciatorpediniere HMS Fame lo speronò, distruggendolo senza lasciare superstiti.

## Emblema
L'U-69, cosa inusuale, aveva due emblemi.
Il primo, implementato al momento dell'entrata in servizio, fu scelto dal primo comandante, Jost Metzler e consisteva nella parola Horrido e in tre coppie di bandiere da segnalazione che indicavano le lettere L-M-A, un riferimento a Götz von Berlichingen. In seguito all'affondamento della HMS Royal Oak da parte dell'U-47 di Günther Prien, fu ordinato che tutti i sommergibili della 7ª flottiglia, a cui apparteneva anche l'U-69, adottassero il toro dell'U-47 come proprio emblema. Tuttavia, negli ordini non era inclusa nessuna illustrazione e il primo ufficiale di guardia dell'U-69, l'Oberleutnant zur See Hans-Jürgen Auffermann, che non aveva mai visto prima l'emblema in questione, vide un'immagine su una scatola di formaggio francese che ritraeva una mucca ridente e decise di far dipingere quella sulla torretta dell'U-69, completa del motto la vache qui rit (la mucca che rideva). Quando Metzler ne venne a conoscenza, decise di tenerla perché faceva ridere tutti quelli che la vedevano. L'equipaggio dell'U-69 giunse al punto da adottare lo slogan come proprio grido di guerra, e il sommergibile stesso fu soprannominato la Mucca Ridente da allora in poi.
La Mucca Ridente fu anche scelto da Jost Metzler come titolo delle sue memorie del suo periodo da comandante dell'U-69, durante il quale fu anche insignito della Croce di Cavaliere della Croce di Ferro. Il libro fu pubblicato nel 1954.

## Vittime
L'U-69 affondò sedici mercantili per un totale di 69 131 tonnellate di naviglio affondato.
| Data             | Nave               | Nazionalità  | Tonnellaggio | Sorte              |
| ---------------- | ------------------ | ------------ | ------------ | ------------------ |
| 17 febbraio 1941 | MV Siamese Prince  | Britannica   | 8 456        | Affondata          |
| 19 febbraio 1941 | SS Empire Blanda   | Britannica   | 5 693        | Affondata          |
| 23 febbraio 1941 | SS Temple Moat     | Britannica   | 4 427        | Affondata          |
| 30 marzo 1941    | SS Coultarn        | Britannica   | 3 759        | Affondata          |
| 21 maggio 1941   | SS Robin Moor      | Statunitense | 4 999        | Affondata          |
| 21 maggio 1941   | SS Tewkesbury      | Britannica   | 4 601        | Affondata          |
| 31 maggio 1941   | MV Sangara         | Britannica   | 5 445        | Danneggiata        |
| 4 giugno 1941    | Robert Hughes      | Britannica   | 2 879        | Distrutta con mine |
| 27 giugno 1941   | SS Empire Ability  | Britannica   | 7 603        | Affondata          |
| 27 giugno 1941   | SS River Lugar     | Britannica   | 5 432        | Affondata          |
| 4 giugno 1941    | SS Robert L Holt   | Britannica   | 2 918        | Affondata          |
| 1º maggio 1942   | James E Newson     | Statunitense | 617          | Affondata          |
| 12 maggio 1942   | MV Lise            | Norvegese    | 6 816        | Affondata          |
| 13 maggio 1942   | SS Norlantic       | Statunitense | 2 606        | Affondata          |
| 21 maggio 1942   | SS Torondoc        | Canadese     | 1 927        | Affondata          |
| 5 giugno 1942    | Sconosciuta/dubbia | Sconosciuta  | Sconosciuto  | Affondata (dubbia) |
| 9 ottobre 1942   | SS Carolus         | Canadese     | 2 375        | Affondata          |
| 14 ottobre 1942  | SS Caribou         | Britannica   | 2 222        | Affondata          |